# Métallogénie de l'or
La métallogénie de l'or désigne l'ensemble des processus géologiques permettant la mobilisation et la concentration de l'or dans la croûte terrestre. Élément à comportement géochimique sidérophile, l'or est très difficilement remobilisable au sein de la lithosphère. Par conséquent, la formation des gisements d'or est associée à des processus géologiques, qui permettent de transférer et de concentrer cet élément dans des zones spécifiques de la croûte terrestre. Il s'agit principalement de processus magmatiques, sédimentaires et hydrothermaux, auxquels sont associés des circulations de fluides.

## Répartition de l'or sur Terre
Le noyau terrestre contiendrait l'essentiel de l'or de la planète, jusqu'à 98 % du volume total. Il s'agit probablement de l'or initialement présent dans toute la planète, à la suite de l'accrétion planétaire. Cet or aurait été concentré préférentiellement dans le noyau lors de la différenciation planétaire. La teneur en or de la croûte et du manteau terrestres est cependant plus importante que celle supposée si l'accrétion et la différenciation planétaire sont les seuls processus invoqués pour expliquer la répartition de l'or dans la Terre interne. En effet, la différenciation planétaire est un processus suffisamment efficace pour concentrer la totalité de l'élément dans le noyau. En 2011, il a été démontré que le rapport isotopique du tungstène {\displaystyle \left({\tfrac {^{182}\mathrm {W} }{^{184}\mathrm {W} }}\right)} de la Terre primitive était différent de celui de la Terre différenciée. Cette différence serait expliquée par un apport tardif par les météorites lors du grand bombardement tardif. La surconcentration en or serait expliquée également par cet apport tardif.

## Types de gisements aurifères
Il n'existe pas de classification normalisée des gisements aurifères. Les critères pouvant être utilisés sont nombreux (structure, roche encaissante, genèse, géochimie…) et varient selon les auteurs. La tâche est d'autant plus ardue que de nombreux gisements sont issus de différents processus géologiques successifs qui se surimposent au cours du temps.